# Dadaloğlu, Tomarza
Dadaloğlu là một xã thuộc huyện Tomarza, tỉnh Kayseri, Thổ Nhĩ Kỳ. Dân số thời điểm năm 2008 là 2.333 người.